# 魏青松 (政协委员)
魏青松（？—），男，汉族，中华人民共和国政治人物。现任汇业（南京）律师事务所主任，江苏省新联会会长。第十三、十四届全国政协委员。